# Densité de population
Pour les articles homonymes, voir Densité (homonymie).

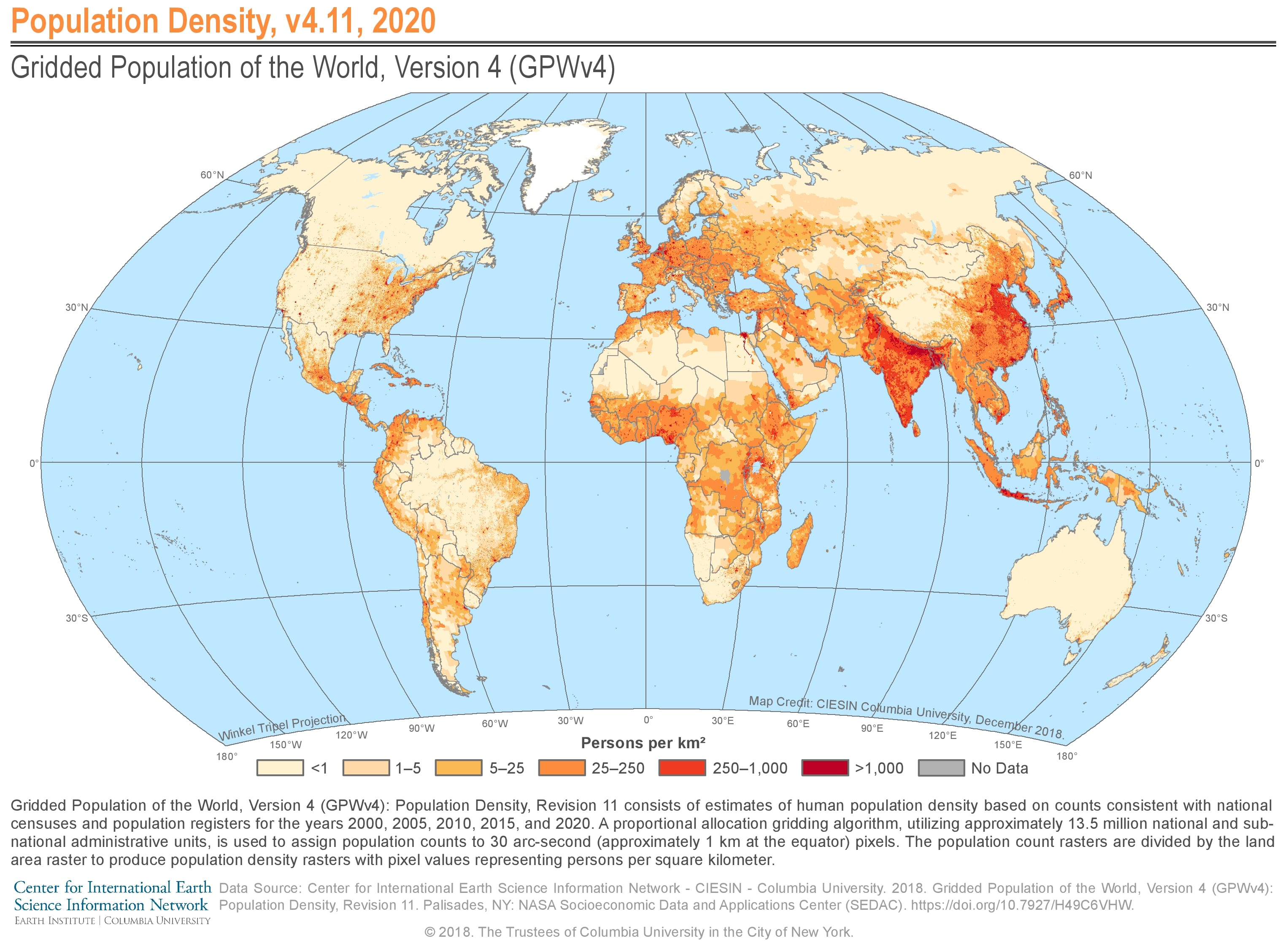
Densité de population humaine en 2020, région par région.

La densité de population, appelée aussi densité démographique, est une mesure du nombre d'individus ou d'habitants occupant une surface donnée. Elle est le plus souvent exprimée en individus par unité de surface (par exemple, habitants/km2).

## Densité de population biologique
La densité de population est une mesure biologique courante et est souvent utilisée par les protecteurs de la nature comme une valeur plus appropriée que les nombres absolus. De faibles densités de population peuvent créer une spirale d'extinction dans la mesure où de faibles densités conduisent à une fertilité de plus en plus réduite. C'est l'effet Allee, d'après W. C. Allee, qui l'a mis le premier en lumière. À titre d'exemple :
1. Des problèmes accrus pour trouver des partenaires dans les zones de faibles densités ;
2. Un accroissement des unions consanguines dans les zones de faible densité ;
3. Une susceptibilité aux événements catastrophiques accrue dans les zones de faible densité.

Cependant, des espèces différentes présentent à la base des densités différentes. Par exemple, les espèces à stratégie r ont d'ordinaire une densité de population élevée, tandis que les espèces à stratégie K peuvent présenter une densité de population plus faible. Une faible densité de population peut être associée avec une adaptation vers une spécialisation dans la localisation des partenaires reproductifs, comme des pollinisateurs spécialisés tels qu'on en trouve dans la famille des orchidées.
Il est aussi possible de définir la densité d'une population grâce à sa biomasse. Cette méthode est utile quand il faut comparer des densités d'espèces de taille ou de nature très différentes.

## Densité de population humaine

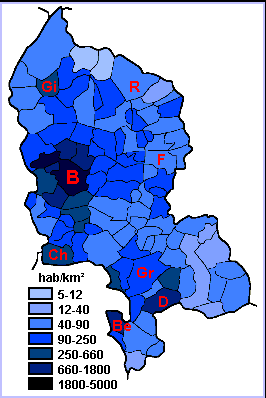
Les variations spatiales et temporelles de la densité de population (ici sur le territoire de Belfort) sont des éléments qui intéressent l'aménagement du territoire. Ce sont aussi, pour partie, des effets de cet aménagement.

Pour les êtres humains, on définit la densité de population comme le nombre de personnes par unité de surface (qui peut inclure ou pas les eaux intérieures), bien qu'elle puisse également être exprimée par rapport aux terres habitables, habitées, arables (ou potentiellement arables) ou cultivées.
Elle est fréquemment exprimée en personnes par kilomètre carré ou par hectare et s'obtient en divisant le nombre de personnes par la surface considérée mesurée en kilomètres carrés ou en hectares. Dans la pratique, on peut calculer ceci pour une ville, une agglomération, un pays ou le monde entier.
À titre d'exemple, pour la plupart des pays de taille importante en Europe de l'Ouest (intégrant de ce fait des zones denses et d'autres moins peuplées), la densité moyenne oscille entre 100 et 400 habitants par kilomètre carré (118 hab./km2 en France métropolitaine, 231 hab./km2 en Allemagne, 393 hab./km2 aux Pays-Bas, 364 hab./km2 en Belgique, 244 hab./km2 au Royaume-Uni). Un territoire très désertique a une densité proche, voire inférieure à un habitant au kilomètre carré (Groenland : 0,03 hab./km2, Sahara occidental : 1 hab./km2).
Avec 148 647 000 km2 de terres émergées et 8,1 milliards de personnes sur Terre fin 2023, la densité de population sur l'ensemble des terres émergées est de 54,5 hab./km2.

Densité de population humaine en 2006, pays par pays.

### Pays les plus denses
Les pays les plus densément peuplés du monde sont des cités-États : Monaco (16 923 hab./km2), Singapour (7 148 hab./km2) et le Vatican (1 877 hab./km2). En excluant les États d'une taille inférieure à 1 000 km2, le plus densément peuplé est le Bangladesh, où, 147 millions de personnes vivent dans une zone hautement agricole autour de l'embouchure du Gange, avec une densité de population de plus de 1 000 habitants par km2.

### Villes les plus denses

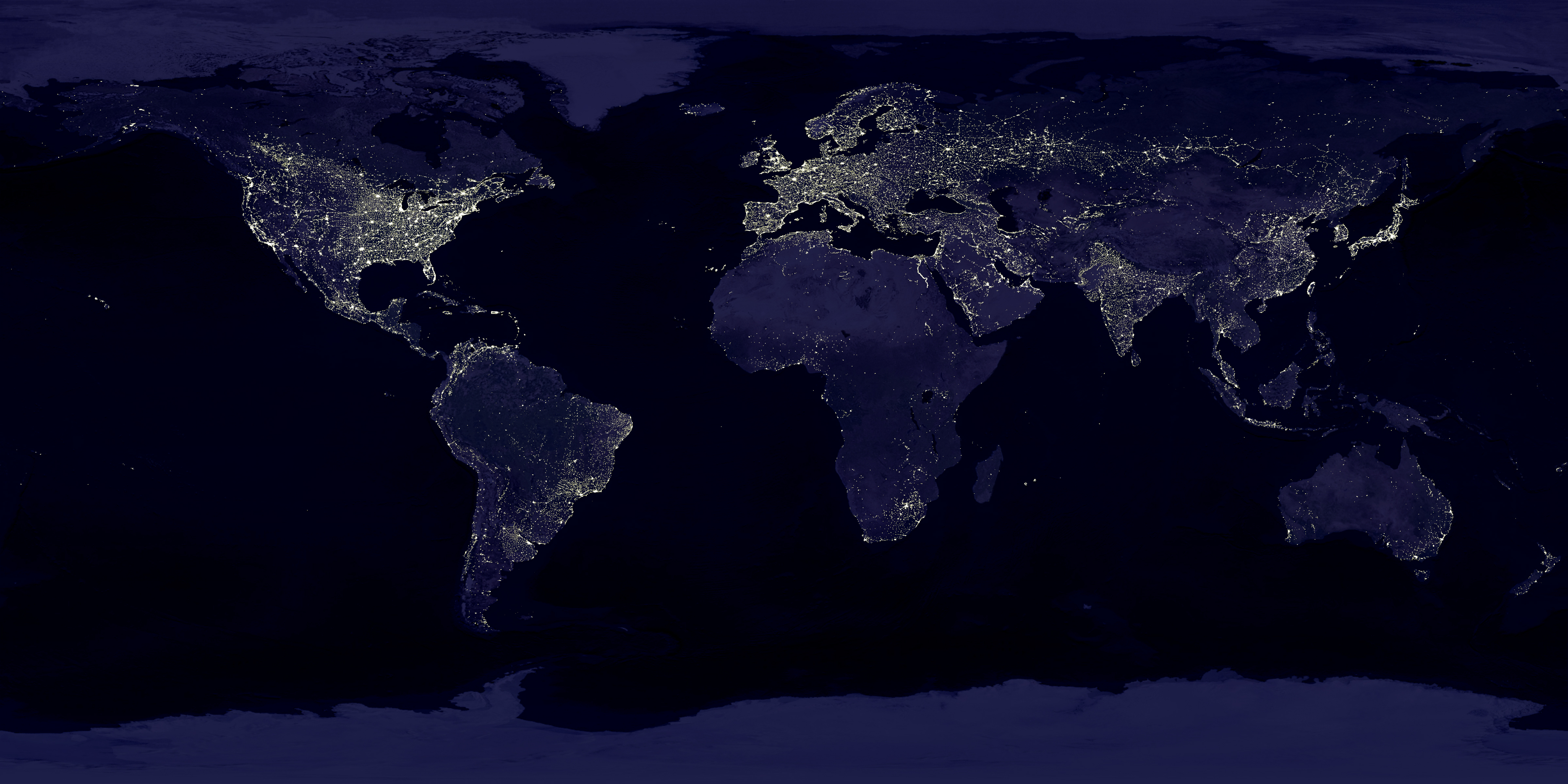
Photomontage d'images satellites : la Terre de nuit (en 1994-1995).
Les zones éclairées matérialisent les zones de conurbation, les grands axes de transports, et la pollution lumineuse.

Les villes les plus denses du monde sont Manille aux Philippines (43 079 hab./km2), Bombay en Inde (28 508 hab./km2) et Dacca au Bangladesh (28 410 hab./km2).

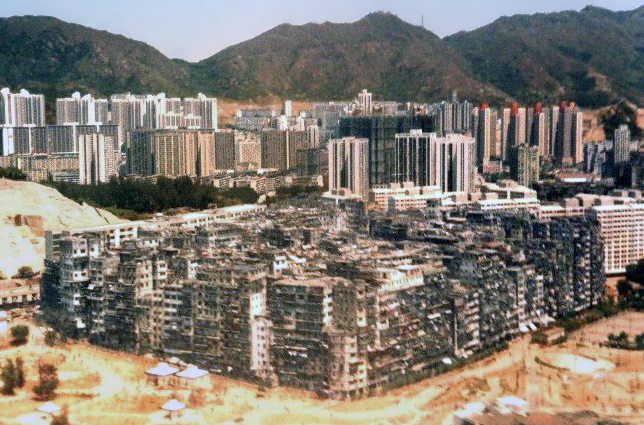
La citadelle de Kowloon en 1989, deux ans avant son évacuation.

À la fin des années 1980, la citadelle de Kowloon, une enclave chinoise dans Hong Kong sans aucune règlementation et devenue zone de non-droit, a attiré près de 33 000 habitants (certaines estimations allant jusqu'à 50 000) sur seulement 26 000 m2, faisant du quartier la zone la plus densément peuplée de l'Histoire de l'humanité. En effet, la densité de population atteignait au moins 1,25 million hab./km2. Le quartier a été évacué au début des années 1990.
Actuellement les quartiers les plus denses du monde sont Lalbagh Thana (en) à Dacca (168 151 hab./km2), Ayal Nasir (en) à Dubaï (150 647 hab./km2) et Chowk Bazaar (en) à Dacca (130 122 hab./km2).

## Densité utile par kilomètre carré cultivable
Compte tenu de l'importance des surfaces non utiles à l'agriculture et à l'élevage, les annuaires de la F.A.O. calculent des superficies utiles.
Les densités de certains pays deviennent alors très élevées, souvent nettement supérieures à 500 ou 1 000 hab./km2 utile : le Japon, la Corée, la Chine, le Vietnam, Taïwan, l’Égypte sont par exemple dans ce cas.
Le cas de l’Égypte est particulièrement illustratif : le pays étant majoritairement désertique, ses 30 000 km2 de surface utile se resserrent autour du Nil où se concentrent également ses 100 millions d’habitants. L’Égypte présente ainsi une densité utile de 3 300 hab./km2, une des plus élevées au monde. En prenant en compte sa surface totale et donc les étendues désertiques, la densité de l’Égypte en 2018 n’est que de 100 hab./km2 .